# 方兆本
方兆本（1945年—），男，汉族，浙江金华人，中华人民共和国统计学家，中国民主建国会会员。曾担任民建中央常委、安徽省委主委，安徽省政协副主席，第十一届全国政协常务委员。

## 生平
2002年12月，中国民主建国会第八次全国代表大会在北京召开，并选举产生第八届中央委员会，他当选常务委员。2008年，当选第十一届全国政协常务委员，代表中国民主建国会，分入第七组。